# Jean-Claude Perrot
Pour les articles homonymes, voir Perrot.
Jean-Claude Perrot est un historien français, né le 8 mars 1928 à Antony (aujourd'hui dans les Hauts-de-Seine) et mort le 10 décembre 2021 à Paris. Il est spécialiste de l'histoire urbaine, ainsi que de l’histoire des livres, de l’économie politique, de la démographie et de la statistique.
Ses recherches ont porté en particulier sur la France au XVIIIe siècle. Il a été professeur à l'université de Paris I-Panthéon Sorbonne, directeur d'études à l'École des hautes études en sciences sociales et a présidé le conseil scientifique de l'Institut national d'études démographiques.

## Biographie

### Jeunesse
Jean-Claude Perrot est né le 8 mars 1928 à Antony (Hauts-de-Seine). Sa mère travaille au service de l’enregistrement des hypothèques, son père est contremaître d'une fabrique de chaînes dans la Haute-Marne. Une de ses tantes est institutrice à Châteauroux d’où sa famille maternelle est originaire et où il fait sa scolarité au lycée Jean-Giraudoux : des études secondaires classiques qui le mènent, en 1946, au baccalauréat de philosophie, auquel il ajoute un baccalauréat de mathématiques,.
Il est ensuite étudiant en Khâgne puis en licence d'histoire à la faculté des lettres de Poitiers et il terminera ses études supérieures à la Sorbonne. Pendant toute cette période, il finance ses études en exerçant comme maître d’internat à Bressuire, Poitiers puis Paris.
Il obtient l'agrégation d’histoire en 1952 et il est aussitôt nommé au lycée de Saint-Brieuc qu’il doit quitter trois semaines plus tard pour le service militaire.

### Vie privée
Le 17 octobre 1953, à la mairie du 6e arrondissement de Paris, il épouse Michelle Roux, née à Paris le 18 mai 1928 qui a, comme lui, étudié l'histoire à la Sorbonne et suivi, en particulier, les enseignements du professeur Ernest Labrousse.
Cinq ans plus tard, ils auront une fille : Anne Perrot, née à Paris le 10 juin 1958, future docteure en mathématiques et en économie et professeure des universités en économie.
Il meurt à Paris le 10 décembre 2021, à l'âge de 93 ans. 

### Carrière

#### Apport à l'histoire urbaine, carrière et recherche de 1953 à 1975

##### Parcours professionnel jusqu'en 1975
À son retour de l’armée en 1953, Jean-Claude Perrot est nommé professeur au lycée Malherbe de Caen, ville où est nommée également son épouse. Ils enseigneront pendant quatre ans dans cette ville et y rencontreront notamment le grand historien de la Grèce ancienne Pierre Vidal-Naquet, nommé assistant à l’université de Caen en 1956. C’est avec lui, ainsi qu’avec un groupe d’autres enseignants de Caen, dont Jacques Ozouf et Mona Ozouf, qu’ils prendront part à la lutte contre la torture et la guerre d’Algérie.
Il est ensuite nommé à Paris, où il enseigne au lycée Condorcet de 1957 à 1961 avant d’entrer au CNRS où il est attaché de recherches de 1961 à 1963. Il intègre peu après l’université de la Sorbonne comme assistant en 1964, et intervient également à l'Institut d’études politiques de Paris comme chargé de conférences. En 1967, Jean-Claude Perrot, ainsi que son épouse Michelle Perrot-Roux, deviennent secrétaires de rédaction de la Revue historique. Il est recruté en tant que maître-assistant à la Sorbonne en 1968.
C'est dans cette période qu’il terminera sa thèse d’État soutenue en Sorbonne le 7 avril 1973, le jury étant présidé par Pierre Vilar.

##### Recherches en histoire urbaine de 1953 à 1975
La passion de Jean-Claude Perrot pour l’histoire sociale doit bien sûr beaucoup à son maître Ernest Labrousse venu de l’économie politique à l’histoire en passant par le droit. Nommé en 1933 assistant à la salle d’économie et de statistique de la faculté de droit de Paris par Albert Aftalion, Labrousse avait été chargé de la conférence d’« histoire et statistique économique » à la mort de François Simiand en 1935 et il avait remplacé — dans la chaire d’« histoire économique et sociale » de la Sorbonne — Marc Bloch, arrêté par la Gestapo et fusillé par la Milice en 1944.
Si « avec ses premières œuvres, entre 1933 et 1944, Labrousse s’affirme comme un grand novateur grâce à l’union méthodologique qu’il propose entre l’histoire, la statistique et l’économie », son « invention la plus durable concerne l’éclairage de la réalité sociale par l’histoire économique ». Dans les années cinquante et soixante, « La démarche labroussienne, grâce à son efficacité analytique et à sa force logique, s’affirme comme le modèle à suivre : il donne son ossature au grand essor et aux succès indiscutables d’une histoire économique au sein de laquelle l’analyse sérielle des prix s’élargit à d’autres variables », et où le « champ d’application des méthodes statistiques » s’élargit « de l’étude de la composition sociale à la démographie historique jusqu’au quantitatif de “troisième niveau”, c’est-à-dire la dimension culturelle ». On peut résumer ainsi « la méthode du maître […] qui tente de déployer une entreprise d’histoire totale à partir du modèle qu’il a élaboré, une histoire économique et sociale fondée sur l’analyse quantitative de données variées (démographie, rentes, loyers, prix, salaires …) et sur la construction de cycles emboîtés qui expliquent le déclenchement de la Révolution française. C’est une histoire totale au sens où il s’agit d’épuiser les données fournies par les archives afin d’expliquer à partir de l’économie, le social et le politique ».
Tous les disciples de Labrousse en conviennent : son rapport au Congrès international des sciences historiques, « fut la référence majeure pour toute une historiographie alors conquérante et dont on ne saurait sous estimer l’enthousiasme ». Il y « fixe les lignes directrices du grand programme d’enquête sur la bourgeoisie occidentale aux XVIIIe et XIXe siècles. Grâce à l’exploitation massive et systématique des archives fiscales et notariales, l’objectif est de décrire la structure sociale par une appréciation quantitative de la hiérarchie des fortunes et des catégories professionnelles. […] Si, avec la mercuriale et les séries des prix, c’étaient les relations dynamiques entre les groupes sociaux qui étaient mises en valeur, le nouveau type de sources fait d’abord l’hypothèse d’une société “stratifiable” ce qui conduit à une analyse du social profondément différente ».
« Labrousse et ses élèves affirment la possibilité d’une histoire quantifiée des sociétés menée selon une pratique empirique privilégiant l’étude des hiérarchies et des niveaux sociaux. L’histoire sociale est donc immédiatement fille de l’histoire économique dont elle reprend les méthodes et les principes étendus à d’autres aspects de la réalité mais toujours pour mesurer et hiérarchiser pour atteindre des résultats relatifs où la signification majeure revient aux ruptures et aux seuils ». « Ces interrogations et ces sources rendaient nécessaire le choix du cadre monographique comme terrain d’enquête. L’histoire sociale quantitative suppose en effet pour être menée à bien la définition d’un espace et d’une période limités : une région, une ville, voire un quartier de capitale ».
Labrousse voit les choses en grand : « avec lui commence le gigantisme de ces équipes de 50 à 60 étudiants en “diplôme d’études supérieures”, qui se poursuivra sous d’autres directions de recherche, faisant la force de l’Université de la Sorbonne, par référence à d’autres structures plus élitistes ». Il accueille ces jeunes chercheurs par le message suivant rapporté par Vovelle : « Vous allez participer à la grande fresque d’histoire sociale que nous entreprenons ». Pour peindre cette grande fresque, « Ernest Labrousse avait en effet distribué les régions, comme l’aurait fait un ministre de l’Intérieur. […] Il s’agissait, bien entendu, d’appliquer le schéma “labroussien”, d’étudier les structures sociales puis le mouvement des prix, de la rente, du profit et des salaires pour en déduire les comportements politiques et les attitudes mentales des populations ».
« C’est ainsi que Labrousse ouvrait toute grande la porte du laboratoire. […] Il proposait une brassée de sources, sinon totalement nouvelles, du moins à peine prospectées. Un véritable eldorado de chantiers nouveaux, terres vierges de la découverte, s’offrait aux chercheurs à travers le fiscal, le notarial, l’enregistrement, la statistique consulaire et impériale des notables et des 500 plus imposés ». « C’est plus tard qu’on a souri de cette mise en coupe réglée de l’espace français, les villes, les régions, les départements... Chef d’orchestre décidé et volontaire, Labrousse pouvait compter sur les cohortes nombreuses d’étudiants puis de chercheurs que son activité pédagogique rassemblait à la Sorbonne, autour de la chaire d’histoire économique et sociale ».
On peut inscrire dans cette Fresque — ou aux marges de celle-ci — toute une série de thèses, parmi lesquelles on retiendra notamment celles de : Pierre Goubert sur Beauvais et le Beauvaisis (1960), René Baehrel sur la Basse-Provence (1961), Georges Dupeux sur le Loir-et-Cher (1962), Pierre Vilar sur la Catalogne (1962), Emmanuel Le Roy Ladurie sur les paysans du Languedoc (1966), Pierre Deyon sur Amiens (1967), Bartolomé Bennassar sur Valladolid (1967), Maurice Agulhon sur l'ancienne Provence (1968), François-Georges Dreyfus sur Mayence (1968), Adeline Daumard sur la bourgeoisie parisienne (1969), Maurice Garden sur Lyon et le Lyonnais(1969), Paul Bois sur les paysans de l’Ouest (1970), François Lebrun sur l’Anjou (1971), Jean Georgelin sur Venise (1972), Alain Corbin sur le Limousin (1975), Christian Desplat sur Pau (1978) et Jean-Pierre Poussou sur Bordeaux (1978).
La thèse de Jean-Claude Perrot a, quant à elle, une position particulière : le projet initial soumis à Labrousse portait sur l’étude de l’Intendance de Caen au travers du croisement des archives fiscales et notariales. Il s’inscrivait parfaitement dans le programme d’enquête lancé par Labrousse mais il s’agissait d’une entreprise trop énorme pour une seule personne et le projet fut réorienté sur l’histoire de la ville. Mais Perrot, tout en reconnaissant l’apport de ses prédécesseurs, relève « le caractère illusoire d’une histoire totale qui cumule les résultats sans croiser les différents niveaux », il recense « d’excellentes études d’architecture, d’économie, de démographie » mais « entre elles, les corrélations se font rares » et « il est plus exceptionnel encore de voir paraître les villes sous d’autres espèces qu’un décor ».
Certes, dans les grandes thèses d’inspiration labroussienne « une démarche quantitative, transposant de l’économique au social la formule de Simiand “l’histoire compte, mesure et pèse” s’imposait avec précision et assurance », elles portaient « l’éclatant témoignage d’un moment faste de l'historiographie française, à l’enseigne du “tout social” ». Mais pour Perrot « la ville ne peut se réduire à un simple cadre spatial, elle est au contraire “l’alambic où le quantitatif se change en qualitatif” ». Perrot désigne sous ce dernier terme « la spécificité urbaine qui semble au cœur de son analyse en tant que catalyseur de transformations ». Pour parvenir à cette analyse, les travaux des géographes, des sociologues et, des économistes sont, selon lui, indispensables à l’historien, en particulier « le transfert de méthodes économiques dans le domaine historique promet une ère de progrès rapides dans la science des villes anciennes et l’étude des localisations pré-industrielles. C’est le moyen le plus élégant de rejoindre l’économie spatiale et de rajeunir l’alliance défraîchie de l’histoire avec la géographie ». Isabelle Backouche remarque à juste titre que « tout le texte de la thèse est émaillé de suggestions pour que les historiens soient plus attentifs à d’autres sciences, et il déplore souvent leur frilosité » et que « cette utilisation affichée d’autres sciences sociales est une rupture essentielle par rapport aux travaux de ses prédécesseurs ».
Une autre nouveauté revendiquée par Perrot est l’intégration systématique des “théoriciens d’autrefois” et plus généralement des analyses des contemporains dans sa recherche des formes d’émergence de l’économie urbaine. Il insiste ainsi sur le rôle d’Alexandre Le Maître et de Richard Cantillon, qu’il nomme « les fondateurs de l’analyse urbaine » car ils ont « défriché les deux approches essentielles de l’économie urbaine : la ville créatrice de faits économiques originaux et l’identification des moteurs du changement urbain ». Dans un article de 1968, il revendiquait la thèse de la spécificité de l’urbain et opposait déjà les auteurs qui la tiennent « pour un champ neutre qui déforme peu » et ceux qui, dès le XVIIIe siècle, « n’hésitent pas à voir dans la ville plus qu’un lieu, un milieu où s’échangent en tout sens les contaminations ».
Cette prise en compte de la pensée des hommes du XVIIIe siècle joue un rôle majeur dans le débat sur la catégorisation des groupes sociaux urbains. Dès 1967, dans la controverse sur « ordres et classes » qui oppose notamment Labrousse et Mousnier, il refuse de trancher et postule que « les groupes sociaux sont à la fois ce qu’ils pensent être et ce qu’ils ignorent qu’ils sont » et propose une autre issue :
« Si les classifications sont alors des chiffres choisis qui nous restituent, plus ou moins étoffés, les embranchements et les groupes sociaux attendus, n’avons-nous pas déjà posé, en un sens, ce que nous cherchions ? […] À elles seules, ces études structurales nous enfermeront dans le cercle des dogmes, si nous ne leur donnons pas le sens qui leur vient du temps chronologique : seul objet de l’histoire ».
Selon Daniel Roche, Jean-Claude Perrot, mais aussi d’autres historiens sociaux comme René Baehrel et Emmanuel Leroy-Ladurie, veulent éviter l’écueil tautologique du recours aux seules catégorisations traditionnelles : « C’est par l’étude des relations entre groupes sociaux plus que par celle de ces stratifications pour elles-mêmes qu’ils font œuvre d’histoire totale et sociale ». Perrot plaide ainsi « le droit à la pluralité des classifications sociales » :
« Les catégories anciennes » et « l’analyse fondée sur des critères scientifiques […] ne sauraient être opposées. D’autant […] qu’une même société a pu être simultanément lue à travers des grilles différentes s’attachant soit aux distinctions d’ordres, soit à la hiérarchie des fortunes, soit encore à la distribution des rôles économiques. Aucun classement ancien, fût-il justifié par la part incontestée des préséances et de la conscience réciproque des classes ou des groupes ne peut à lui seul donner la clef d’une structure sociale : le croisement entre les classifications plurielles d’une époque et les découpages rendus possibles par l’analyse quantitative est la condition nécessaire pour restituer dans sa complexité toute organisation sociale. Ordres ou classes, non, ordres et classes, oui. […] L’historien social doit reconstituer les réseaux multiples qui unissent représentations et structures. L’histoire sociale retrouve l’appel des mentalités et des cultures. Elle se veut socio-culturelle ».
Dans un article de 1968, J.-C. Perrot avait déjà posé le problème de l’articulation entre les catégories des acteurs et celles des chercheurs en insistant sur « l’opacité croissante » de la société du XVIIIe siècle « propre sans doute aux époques de mutation plus rapide de la démographie et de l’économie » qui fait que : « l’ambiguïté n’est pas dans l’esprit des historiens, désormais justifiés de montrer tous les regroupements possibles, mais dans l’objet lui-même » . L’analyse des faits urbains est ainsi « un moyen pour faire venir au jour de l’histoire des rapports sociaux imprécis dans la conscience de ceux qui les vivent ; un moyen aussi de dépasser ce qui reste d’un peu court, et d’aléatoire dans les études de typologie sociale »,.
Il ne peut être question ici d’exposer, ni même de résumer, le contenu d’une thèse de près de 1200 pages, produit de plus de 15 années de recherches. On se bornera, sur la base de l’article de référence d’Isabelle Backouche, à pointer les principaux thèmes et les conclusions les plus significatives.
Insistons tout d’abord sur le cœur des analyses de Jean-Claude Perrot, elles convergent sur « l’étude de l’échange qui constitue à ses yeux, plus que la production, le moteur de l’économie urbaine au XVIIIe siècle », terme qui « recouvre tout autant l’aménagement des réseaux de communication et l’étendue de la domination de la ville, les transactions marchandes et les services que la ville offre à la région, la circulation des biens, mais aussi celle des personnes et de l’information ». Cette attention apportée au thème de l’échange, où se croisent plusieurs niveaux de la réalité permet de considérer « les transformations de l’urbanisme comme la traduction en langage écologique d’un système économique particulier, comme sa trace dessinée sur le sol, inscrite dans la police quotidienne. Parviendra-t-on à bien saisir cette identité thématique autour de la circulation, de la communication ? Alors serait assuré quelque chose de plus qu’un lien rhétorique entre la population, l’économie et l’urbanisme ; un objet autonome de connaissance apparaîtrait. Contre le temps présent où les économistes entendent mal les urbanistes, et les urbanistes les hygiénistes ou les démographes, l’étude de Caen nous aurait reportés au berceau des sciences humaines descriptives ».
En fait, tout autant que la genèse de la ville elle-même, ce sont les modalités de la construction du discours sur elle qui intéressent l’auteur. Selon lui, la question urbaine naît vers 1750 quand « les négociants, les ingénieurs, les médecins et les agents du roi se mettent à parler […] un même langage » . « L’analyse en termes de fonctions urbaines […] résulte de la pratique des décideurs. Les intendants au service du pouvoir, les négociants porteurs d’une vision instrumentale, les nobles et la bourgeoisie d’offices vecteurs d’une image culturelle, ou encore, les médecins et les ingénieurs des ponts et chaussées […], participent à l’émergence de la ville moderne par leur pensée comme par leur pratique ».
Peu après sa soutenance de thèse, Perrot expose dans un article ses « Réflexions sur les tâches de l’histoire urbaine » qui constituent une manière de profession de foi épistémologique et de critique des études urbaines traditionnelles :
« L’analyse positive s’aventure rarement dans le domaine des images, des mythologies urbaines. Sensible lacune : de ce terrain des opinions provient finalement par filtrage, critique et renversement, la connaissance des villes et cet objet historique est des plus expressifs pour ses qualités génétiques. La rencontre avec Caen […] incitait par excellence à une telle recherche de genèse. Celle-ci avait à s’étendre des nombres (la population, l’économie) aux interprétations et à la politique urbaine : je m’y suis attaché ».
Les nombres tout d’abord : les données sur la population, l’habitat, la densité, la production, les échanges « montrent toutes une accélération entre 1725 et 1750 : croissance de la population, puissante phase d’immigration, croissance de l’activité des foires et de l’investissement routier, hausse des entrées de l’octroi et du mouvement du port ainsi que celle des investissements publics urbains. […]. L’intérêt principal de ce pan de l’enquête est de faire ressortir “les boucles de dépendance qui lient tout ensemble” et de ce point de vue les années 1730-1740 voient la naissance de la plupart des rôles de la ville contemporaine. Le pendant de ce “commencement urbain” est la déstructuration de l’économie rurale traditionnelle et […], dans le cas de la ville de Caen, ce changement s’opère indépendamment de la manufacture ».
Mais cette approche quantitative ne suffit pas, « Perrot s’éloigne de Labrousse en revisitant le quantitatif à partir des représentations ». Dans cette optique, il s’attaque à l’étude « des “prises de conscience urbaine”, en portant son attention sur “le court-circuit” qui s’opère au même moment entre les réalités démographiques, économiques et architecturales d’une part, et les images de la ville, de l’autre. Il montre alors que l’on passe, dans les années 1760, d’une conception culturelle de la ville à une définition de ses fonctions ».
« Le troisième niveau d’investigation porte sur les milieux qui sont les vecteurs de cette nouvelle image de la ville. Il les désigne sous le terme générique de “public de l’Encyclopédie”. Ce sont les hommes qui dominent la ville par l’argent - les négociants - le pouvoir - les administrateurs et les intendants - les connaissances - les ingénieurs des ponts et chaussées et les médecins. La notion de “fonction” forme le “trait d’union” de leur outillage mental ».
« Dernier niveau d’analyse, celui de la politique urbaine qui découle de cette nouvelle vision de la ville. Elle est conduite au profit du négoce et vise à l’efficacité. On décide alors de protéger les populations des épidémies, de mettre les pauvres au travail, de contrôler la production rurale et de redessiner la ville ».

##### Réception de l’œuvre
La réception de la thèse de Jean-Claude Perrot présente des aspects contradictoires « ouverture disciplinaire, posture de l'historien par rapport aux sources et aux idéologies anciennes, souci de construction de l’objet, toutes ces facettes de la démarche de Perrot convergent pour faire de son livre un “modèle”, en rupture à bien des titres avec la production historique des années 1970 ».
Par sa thèse et les articles où il justifie sa démarche, J.-C. Perrot « inscrit son propos dans une perspective méthodologique », il crée en quelque sorte « un protocole expérimental qui fait de son travail un véritable tournant dans les études historiennes ». Sa thèse délivre une « leçon d’histoire » qui illustre « toute l’inventivité de son travail, et même son caractère iconoclaste, notamment parce qu’il échafaude une véritable rampe de lancement pour faire de la ville un objet autonome d’analyse ». Mais s’il « donne une impulsion décisive à l’émancipation de l’histoire urbaine », c’est « au prix d’une certaine marginalisation, rançon fréquente de toute tentative de déviation par rapport à l’ordre établi ».
Le livre « devient une référence omniprésente dans le champ de l’histoire urbaine qui s’affirme dans les années 1980 mais peu de travaux empiriques s’inscrivent dans la voie ouverte par Perrot ». De plus, si la thèse est toujours citée avec révérence par les critiques, elle suscite peu de recensions détaillées et celles-ci doutent du caractère reproductible du modèle pour d’autres villes ou d’autres époques. « Le renouvellement des problématiques que Perrot proposait a probablement participé au tarissement des grandes monographies tandis que la nécessité de construire l’objet urbain dans une étude empirique s’est progressivement affirmée. Mais, en parallèle de cet impact décisif sur la pratique des historiens qui s'intéressent à la ville, l’auteur de Caen disparaît de la scène des études urbaines, privilégiant les interrogations de méthode par rapport à l’objet qu’il avait investi dans ce long travail qu’est la thèse ».
Selon Isabelle Backouche en effet : « La promotion de l’objet urbain n’est qu’une manifestation particulière, et ponctuelle pour Perrot, d’une réflexion épistémologique sur le travail de l’historien dont la portée est contrastée. Produisant plutôt un effet paralysant au moment de son énonciation, sa démarche a probablement contribué au mouvement de décloisonnement des disciplines dans de nombreux champs de la recherche historique. Elle a surtout mis l’accent sur la nécessité pour l’historien de construire son objet, exigence ravageuse dans le contexte historiographique du début des années 1970 ».
À quoi attribuer cet « effet paralysant », cette sensation de « déclaration de guerre en puissance » provoqués par l’œuvre de J.-C. Perrot sur nombre de ses confrères ? Sans doute peut-on y lire leurs réticences face au « caractère iconoclaste » de l’utilisation de sciences sociales comme l’économie et la sociologie qui risqueraient de faire perdre à l’histoire sa position de discipline reine. Beaucoup d’historiens marquants de l’époque avaient reçu une formation trop exclusivement littéraire et - malgré les appels convenus à l’interdisciplinarité - ceci constituait un réel obstacle à leur appropriation des concepts et des outils de l’économiste, du statisticien, du démographe.

#### Apport à l'histoire de la pensée économique, carrière et recherches de 1975 à 2021

##### Parcours professionnel de 1975 à 2021
En 1975, la thèse Genèse d’une ville moderne, Caen au XVIIIe siècle est publiée — en deux volumes de 1 157 pages — aux éditions Mouton, dans la collection « Civilisations et sociétés ». Présente dans la quasi-totalité des bibliothèques d’histoire en France, mais aussi à l’étranger, elle sera réimprimée en 2001 par les éditions de l’EHESS. La même année 1975, Jean-Claude Perrot devient maître de conférences à la Sorbonne, et quatre ans plus tard, il est élu professeur à l’université Paris-I, et directeur d’études cumulant à l’École des hautes études en sciences sociales.
Dans toute cette période, il mène une importante activité d’animation de la recherche. Il devient codirecteur de 1976 à 1984 (avec Jean Bouvier, successeur de Pierre Vilar) de l’Institut d’histoire économique et sociale (IHES) et éditeur de : Recherches et travaux. Institut d’histoire économique et sociale. De 1980 à 1992, il dirige avec Daniel Roche à l’EHESS un séminaire très suivi d'« histoire économique de la période moderne ». De 1992 à 1996, il préside le conseil scientifique de l’Institut national d'études démographiques (INED) et devient membre (au titre de l’INED) du Conseil national de l'information statistique (CNIS).
Il prend sa retraite en 1992 et devient professeur émérite de l’université Panthéon-Sorbonne. Il continue cependant à participer à des colloques, des rencontres scientifiques comme le « séminaire d’histoire du calcul des probabilités et de la statistique », à suivre des étudiants et chercheurs, à participer à des jurys de thèse. Il dirige avec Bernard Lepetit la collection « Évolution de l’humanité » fondée par Henri Berr, il est membre de nombreux organes de direction de revues (comités de rédaction de la Revue de Synthèse et des Travaux et Documents de l’INED., comité scientifique de la revue Histoire et mesure, conseil de publication de la Revue du MAUSS…).
Il participe enfin, avec Christine Théré et Loïc Charles, à l'élaboration de l'édition scientifique des Œuvres économiques complètes et autres textes de François Quesnay. Celle-ci est parue en 2005, en deux volumes totalisant 1 618 pages, aux éditions de l'INED.

##### Recherches en démographie historique, histoire des populations, histoire des catégories sociales et des rapports sociaux
Tout au long des quinze années d’investigations sur Caen, Jean-Claude Perrot avait consacré une partie très importante de ses recherches et de ses travaux à la démographie et à l’étude de la structure sociale des populations. Une série impressionnante de documents et ouvrages furent ainsi publiés, plusieurs années avant la thèse elle-même :
- « Note sur l’utilisation des dossiers de la lieutenance de police pour l’étude de la vie urbaine et des structures sociales (à propos de Caen au XVIIIe siècle) »[56] ;
- « Anciens ouvrages d’économie et de démographie concernant la Normandie »[57] ;
- « Note sur les contrats de mariage normands »[58] et « Une grande enquête commence sur les populations du temps passé »[59] ;
- « La population pauvre de Caen d’après les listes de citoyens passifs (1792) »[60] ;
- « Conflits administratifs et conflits sociaux au XVIIIe siècle »[61] ;
- « La population du département du Calvados sous la Révolution et l’Empire »[62] et « Documents sur la population du département du Calvados pendant la Révolution et l’Empire »[63] ;
- « Sources de l’histoire démographique du Calvados pendant la Révolution et l’Empire : les dénombrements »[64]  et « Introduction à l’emploi des registres fiscaux en histoire sociale. L’exemple de Caen au XVIIIe siècle »[65] ;
- « Nouveau débat sur démographie historique et mécanographie électronique... »[66] ;
- « Rapports sociaux et villes au XVIIIe siècle »[67], article essentiel déjà évoqué ci-dessus ;
- avec Yvette Daubèze, « Un programme d’étude démographique sur ordinateur »[68].

Il faut ajouter à ces travaux deux textes ultérieurs : « La vieillesse en questions », dans les Annales de démographie historique, de 1985, p. 145-154, ainsi que la très importante synthèse « Les économistes, les philosophes et la population », publiée en 1988 dans l’Histoire de la population française, tome II : De la Renaissance à 1789, p. 499-551.
Cet aspect de l’activité de Jean-Claude Perrot est moins souvent évoqué que ses autres travaux, mais le haut niveau d’expertise atteint dans ce domaine, reconnu par ses pairs, lui vaudra d’être nommé en 1988 comme président du comité scientifique de l’Institut national d'études démographiques (INED). Il occupe cette charge jusqu’en 1992 et y joue un rôle modérateur dans le conflit interne opposant notamment Hervé Le Bras, directeur du département « Méthodes et projections » au président de l’INED Gérard Calot et portant sur « l’obsession de la dénatalité ».

##### Recherches sur les sources d’archives géographiques et statistiques et sur l’histoire de la statistique
De nombreuses publications, là encore, s'étalent sur plus de quarante ans :
- « L’industrie et le commerce de la dentelle dans la région de Caen (2e moitié du XVIIIe siècle) », Actes du 81e  Congrès des Sociétés Savantes, 1956, Imprimerie nationale ;
- « Sources et difficultés de l’histoire des villes au XVIIIe siècle. L’exemple de la Basse-Normandie »[71] ;
- « Cartes, plans, dessins et vues de Caen antérieurs à 1789, inventaire des collections publiques »[72] ;
- l’ouvrage novateur : L’Âge d’or de la statistique régionale française : an IV-1804[73] ;
- « La statistique dans le premier dictionnaire d’économie politique en langue française »[74] ;
- l’ouvrage de référence, coécrit avec Stuart J. Woolf (University of Essex) : State and Statistics in France, 1789-1815[75] ;
- la préface de la somme statistique : Séries économiques françaises : XVIe-XVIIIe siècles, de Jean-Yves Grenier, Paris, éd. de l’EHESS, 658 p. ;
- « Les premières statistiques au regard de l’histoire intellectuelle »[76].

Il convient de ne pas oublier deux articles essentiels : en 1974, la présentation des options méthodologiques de sa thèse dans les Annales Historiques de la Révolution Française (no 215, 1974, pp. 89–110) ; en 1981, la note critique consacrée dans les Annales à l’œuvre de Fernand Braudel : Civilisation matérielle, économie et capitalisme, où il expose les problèmes posés par les principaux modèles statistiques de repérage des tendances et des cycles.
Bien que très connu des spécialistes, cet autre aspect des recherches de Jean-Claude Perrot est lui aussi moins souvent évoqué, car considéré comme trop technique pour certains historiens. Il s’agit pourtant d’un domaine essentiel pour l’élaboration de son modèle d’analyse des sociétés anciennes. Au cœur de presque toutes les recherches de Jean-Claude Perrot, se pose en effet le problème de l’utilisation critique des archives et en particulier des statistiques où la question de la construction des nomenclatures joue un rôle crucial.
La pratique du chercheur en histoire critiquée par Perrot est celle qui consiste « à découvrir une série d’archives et à l’exploiter […] jusqu’au bout en suivant pour l’objet le découpage de la série » ce qui « lui interdit de varier focale et angles d’approche du sujet, tout en limitant sérieusement sa liberté de traitement et ses possibilités d’innovation ». […] « Trop souvent encore, les directeurs de recherche répugnent à une histoire problématisée, qui trouverait ses sources en fonction du questionnement initial et du protocole de recherche (et non l’inverse) ; d’une manière générale, l’opinion est encore répandue qu’un bon historien est celui qui a su exploiter une véritable niche écologique archivistique […]».
Là encore, « J.-C. Perrot se fait iconoclaste en lançant que la nouveauté archivistique est exceptionnelle et que “les belles prises” sont rares. Il considère que la “découverte” est souvent “affaire d’arrangement, de mise en série, d’angle de prise”, et que les mêmes archives méritent d’être revisitées à partir d’un questionnement neuf. Ainsi, il pratique les “glissements de source” ou encore “la photographie en lumière rasante” afin d’enrichir la connaissance des sociétés anciennes. […] “La reprise des sources connues selon des points de vue nouveaux est presque toujours possible”, et elle est précieuse ». Isabelle Backouche montre par exemple comment Jean-Claude Perrot « grâce à son inventivité archivistique, et à son approche sociale de l’économie », parvient à approcher l’économie grâce à des chiffres qui concernent le social. « Pour les périodes de pénurie statistique, la voie d’accès démographique à la comptabilité nationale est spécialement fructueuse ».
Quand Jean-Claude Perrot lance la formule devenue célèbre : «Bref, les questions d’histoire inventent leurs sources, non l’inverse», on peut considérer, au-delà du paradoxe, qu’il «trace ainsi une ligne déterminante pour les sciences sociales». Il en déduisait d’ailleurs, en conclusion de la présentation de sa thèse, un second paradoxe en forme d’apophtegme, souvent cité comme un appel à la modestie de l’historien - et plus souvent encore comme une invitation à la défiance : «par l’examen critique du passé, l’historien s’associe toujours au présent et de tous les livres, il écrit les plus éphémères».

##### Recherches en histoire des sciences sociales: économie politique, statistique etdémographie
Après la publication sa thèse, si Jean-Claude Perrot quitte le terrain de cette recherche et plus généralement celui de l’histoire urbaine, il maintient néanmoins nettement ses choix épistémologiques : il les réinvestit en quelque sorte sur un autre objet : l’économie politique. Dans les articles et les séminaires de cette seconde période, dans son approche de celle-ci « — comme auparavant dans la recherche sur Caen — il s’agit de repérer des démarrages et “de faire dialoguer les modèles explicatifs du passé et du présent”. […] Il donne au séminaire trois directions principales : se placer au carrefour de l’histoire intellectuelle et de l’évolution économique, articuler des faits et des représentations, lier la sociologie de la connaissance et les processus de découverte. Ces trois exigences sont celles-là mêmes qui sont à l'œuvre dans son livre sur Caen ». […] « La méthode mise en œuvre pour faire valoir la spécificité de l’objet urbain retrouve une nouvelle vitalité à propos de l’économie politique ».
Ainsi conclut-il son dernier compte-rendu d’enseignement en 1992 par un résumé de sa démarche :
« Le rapprochement de ces investigations obéissait à deux intentions. D’un côté, il s’agissait de vérifier l’efficacité d’une “socio-économie” capable de prolonger différemment l’histoire conjoncturelle mise en œuvre depuis les années d’après guerre. De l’autre, on voulait réunir-une riche matière sur l’histoire intellectuelle de la statistique et des sciences sociales en leur état naissant. Des pistes d’investigation économique essentielles s’ouvrent en effet au XVIIIe siècle; des rapports nouveaux s’esquissent entre les savants et les politiques; enfin le savoir est confronté pour la première fois aux difficultés de l’observation et de l’abstraction. Tous ces traits de proximité avec le XXe siècle sont intéressants dans une perspective génétique ».
Cependant, ce programme épistémologique ambitieux butait sur une question préjudicielle : quelle pouvait être la position des historiens face aux « professionnels » c’est-à-dire les économistes qui se consacraient à l’histoire de leur discipline ? Jean-Claude Perrot donne de ce conflit territorial une description savoureuse :
« Sous nos yeux déjà s’esquisse un partage ; aux historiens, si l’on veut, la sociologie des disciplines et des institutions, les horizons culturels, les erreurs populaires ou les fausses sciences ; aux professionnels, en échange, l’étude des propositions ratifiées. Les uns font le siège des forteresses intellectuelles sans les prendre ; les seconds n’ont pas toujours résisté à les emporter avec la désinvolture de stratèges : les théories, exhumées de leurs mondes temporels distincts, s’alignaient géométriquement, des tranchées idéales reliaient chaque bastion disciplinaire à ses avant-gardes présumées ; tous les textes trouvaient obligeamment leurs précurseurs ».
C’est ici la question cruciale pour J.-C. Perrot : il conteste la suprématie revendiquée des économistes en matière d’histoire de la pensée économique tout comme il avait contesté, en matière d’économie urbaine, la suprématie des historiens sur les économistes et les sociologues. Deux exemples de cette histoire de la pensée économique traditionnelle, sont évoqués, rien moins que ceux de Joseph Spengler et de Joseph Schumpeter : «L’histoire de l’économie politique, parmi d’autres, a longtemps négligé, sur ce point, les enseignements d’A. Koyré ou G. Canguilhem. En dépit d’une culture considérable, J. J. Spengler ne parvient pas à éliminer l’artifice historique qui réunit ses French predecessors of Malthus. Habile à retrouver les enchaînements temporels, Schumpeter (History of economic analysis) n’en convoque pas moins les siècles passés devant le savoir attesté des années 1940 ; voici l’instance qui donne les règles de la perspective. L’ouvrage se voulait histoire, il est tout autant généalogie d’analyses récentes».
Dans le milieu des économistes, quand l’histoire de l’économie politique n’est pas tout simplement ignorée, c’est «bien moins de 10 % des sources attestées [qui] suffisent, depuis le début du XIXe siècle, à construire l’histoire de la discipline». Pour beaucoup, les textes ignorés constituent un «fatras» dont la «Science» se serait légitimement détournée. «Mais l’esquive est bien complaisante ; elle se donne une définition préalable des enjeux savants, simple projection du présent sur le passé ; elle n’envisage pas comment les œuvres dont la puissance d’invention s’est finalement imposée, sont bâties sur les petites réussites et les mille défaites d’une pensée commune à laquelle concouraient toutes les strates de la société. Concevoir le dialogue des grands textes entre eux est utile, mais comment oublier le milieu nourricier dont ils se sont détachés ? Durant les deux longs siècles qui furent nécessaires à l’émergence de l’économie politique, les œuvres douteuses ou répétitives constituent le meilleur accès aux découvertes qui vont les contredire».
Depuis ce diagnostic rédigé il y a trente ans, cette situation a certes évolué - essentiellement d’ailleurs sous l’influence de Jean-Claude Perrot et de ses disciples - mais l’histoire de la pensée économique reste encore très marquée par ce que l’on pourrait désigner comme une illusion téléologique.
Une très grande partie des recherches de Jean-Claude Perrot dans cette période va en tout cas être consacrée à poser les bases d’une « histoire concrète de l’abstraction économique »Perrot 1992, p. 19 et 60 dont les éléments seront réunis dans le recueil de près de 500 pages : Une histoire intellectuelle de l’économie politique - XVIIe - XVIIIe siècle, publié en 1992 par les éditions de l’EHESS.
Ici encore, on ne peut que renvoyer aux très riches développements de cet ouvrage et l’on se bornera à en citer quelques points forts :
- l’insistance de J.-C. Perrot sur les problèmes de mesure de la population, des investissements, des transports, des échanges, des revenus …, qui exigent la prise en compte de l’histoire des concepts et outils mathématiques, statistiques, comptables, économiques … La mise au point de ces instruments de mesure est évidemment indispensable à la construction d’une véritable «science du gouvernement».
- la règle selon laquelle on ne peut isoler l’histoire des idées de celle des faits économiques et sociaux :

« L’étude des idées économiques, isolée des faits, reste donc […] une facilité ; un tableau général de la production, des échanges, pure toile de fond des théories, ne suffit pas. Les matériaux s’exhibent un à un, comme les charrues de Duhamel du Monceau et François Quesnay »Perrot 1992, p. 59.
- la recherche « archéologique » nécessaire à la compréhension de l’émergence des principaux concepts économiques, comptables, statistiques, démographiques à partir des mots de la langue commune. Jean-Claude Perrot en donne plusieurs exemples magistraux dans ses analyses des œuvres de Castel de Saint-Pierre, Quesnay, Condorcet, Lavoisier …

On pourra trouver par ailleurs une excellente introduction au programme de recherche de Jean-Claude Perrot dans sa contribution à la monumentale Histoire de l’édition française, éditée par Henri-Jean Martin et Roger Chartier : «Nouveautés : l’économie politique et ses livres». Le maître part d’un constat : «les historiens français négligent depuis longtemps l’économie politique ; les économistes de leur côté n’ont jamais abordé l’histoire de leurs livres et l’obscurité qui enveloppe cette branche de l’édition touche spécialement la genèse de la discipline (fin XVIe – XVIIIe siècle)». Toute son œuvre dans cette période sera consacrée à la clarification des concepts, des outils, des modèles de l’économie politique et de la démographie, à la mise au jour de leurs liens avec les situations concrètes, l’environnement philosophique, l’état des autres disciplines …
Mais ce tour d’horizon très complet se double d’une autre approche très féconde : la focalisation sur certains auteurs, connus ou oubliés, qui éclairent les chemins de la découverte.
« C’est ici que l’histoire concrète de l’abstraction économique trouve profit à reconstituer des biographies intellectuelles. Ce détour descriptif, quand il est possible, identifie comment les questions se sont posées à un homme précisément situé. La démarche concerne un parcours singulier, toujours exceptionnel à quelque titre ; elle ne procure donc aucune garantie d’exemplarité ; elle coupe seulement la route aux commentaires gratuits. Son principal intérêt est ailleurs ; elle rend patentes et vérifiables des formes d’interaction entre histoire individuelle, expériences collectives et programme de recherche ».
Parmi les centaines de noms recensés dans l’index, on retiendra ceux qui sont le plus souvent cités : d’Alembert, Boisguilbert, Butel-Dumont, Butré, Calonne, Canard, Cantillon, Colbert, Condillac, Condorcet, Cournot, Diderot, Dupont de Nemours, l’abbé Expilly, Galiani, Graslin, Herbert, Isnard, Laplace, Law, Le Mercier de la Rivière, Linguet, Melon, Messance, le marquis de Mirabeau, Montesquieu, Necker, Plumard de Dangeul], Quesnay, Rousseau, Turgot, Vauban, Gournay, Voltaire. On aura garde d’oublier les auteurs moins connus qui lui devront de plus une réédition en 1980 par l’éditeur « Kraus reprint » de Munich, chacune accompagnée d’une présentation succincte mais éclairante de J.-C. Perrot : Auxiron, l’abbé Baudeau, Boesnier de l’Orme, Forbonnais, Goyon de la Plombanie, Herrenschwand, Morellet, Charles-Irénée Castel de Saint-Pierre (abbé de Saint-Pierre), Tolosan, Le Trosne.
Après son départ en retraite, Jean-Claude Perrot garde une activité de conseil dans de nombreux comité de publication et comités scientifiques de colloques mais il participe plus directement à un projet ambitieux, celui de la réédition des Œuvres économiques complètes de François Quesnay parues aux éditions de l’INED en 2005 dans la collection de référence : « Classiques de l’économie et de la population », lancée par Alfred Sauvy en 1952. Quelques années auparavant, J.-C. Perrot avait déjà pris en charge une belle réédition de l’œuvre de Lavoisier : De la richesse territoriale du royaume de France, avec une importante présentation de cette première tentative sérieuse de comptabilité nationale.
On ne peut que renvoyer économistes et historiens à ces textes majeurs, non sans y ajouter une dernière citation de l’auteur : « L'étude des textes économiques […] se place […] à l’articulation de connaissances hétérogènes théoriques et empiriques : l'économie et l’histoire. Elle requiert donc quelque Novum Organum qui dresse la table minutieuse des concordances/discordances de la théorie avec les situations observées (flux d’innovations, mouvements démographiques, antagonismes sociaux, événements politiques), qui classe les outils de pensée, établisse leur genèse et mesure leurs performances explicatives. En un mot, à cette étude des idées incombent des problèmes d’application au sens de l’ingénieur ; son rôle est de bâtir une histoire concrète de l’abstraction ». Au risque de froisser la modestie proverbiale de Jean-Claude Perrot, on serait tenté d’ajouter que son œuvre constitue en quelque sorte une préfiguration de ce Novum Organum !

## Publications notables
- « Rapports sociaux et villes au XVIIIe siècle », 'Annales - Économies, Sociétés, Civilisations, no 2,‎ 1968, p.241-268. (Texte repris dans : Ordres et Classes : Colloque d’Histoire Sociale, Saint-Cloud, 24-25 mai 1967, Daniel Roche et Ernest Labrousse (éds.), Paris, Walter de Gruyter, 1973, 269 p.)
- « Genèse d’une ville moderne, Caen au XVIIIe siècle, Annales historiques de la Révolution française (AHRF), janvier-mars 1974, no 215, pp. 89–110. (thèse présentée à l’université Paris-I le 7 avril 1973)
- L’Âge d’or de la statistique régionale française : an IV-1804. Société des études robespierristes [diffusion Clavreuil], 1977, 235 p.
- « La comptabilité des entreprises agricoles dans l’économie physiocratique ». Annales ÉSC, 1978, vol. 33, no 3, p. 559-579. (Repris dans : Une histoire intellectuelle …, p. 217-236.)
- « Les dictionnaires de commerce au XVIIIe siècle », Revue d’histoire moderne et contemporaine, 1981, v. 28, p. 36-67. (Repris dans Une histoire intellectuelle…)
- « Le présent et la durée dans l’œuvre de Fernand Braudel », Annales - ÉSC, 1981, v. 33, no 1, p. 3-15.
- Avec Stuart Joseph Woolf, State and statistics in France, 1789-1815 ; préf. de Louis Bergeron. Harwood academic, 1984, XII-205 p.
- « Nouveautés : l’économie politique et ses livres », dans Henri-Jean Martin et Roger Chartier, Histoire de l’édition française, Le livre triomphant 1660-1830, t. II, Paris, Promodis, 1984, p.240-257.
- « Les économistes, les philosophes et la population » in : Histoire de la population française, tome II : De la Renaissance à 1789, Jacques Dupâquier (dir.), Paris, PUF, 1988, p. 499-551. (Repris dans Une histoire intellectuelle…)
- Lavoisier : De la richesse territoriale du royaume de France - Texte et documents présentés par Jean-Claude Perrot ; Paris, éditions du Comité des travaux historiques et scientifiques, 1988, 269 p. [la présentation de J.-C. Perrot est aux pp. 5–109]. (Introduction et annexes reprises dans Une histoire intellectuelle…)
- Une histoire intellectuelle de l’économie politique, XVIIe – XVIIIe siècles, Paris, éditions de l’École des hautes études en sciences sociales, coll. « Civilisations et sociétés », 1992, 496 p..